# Slesvigsk Gest
Den Slesvigske Gest (tysk Schleswigsche Geest), også kaldet Midtslesvig eller Midtsletten er et gestområde i det indre Sydslesvig. Området afgrænses af marsken i vest og de østlige bakkelandskaber i Angel og Svansø. Grænsen mod øst er omtrent Hærvejen (eller hovedvejen mellem Flensborg og Slesvig). Lusangel udgør et overgangsområde mellem gesten og det angelske bakkelandskab. Den sydslesvigske gest er en del af den jyske højderyg. 
Gesten såvel som bakkelandskaberne ved Østersøen opstod som endemoræner under den sidste istid. Området består mest af sandjord med et lavt humusindhold. Jorden er derfor mindre frugtbar end for eksempel jorden i marskområderne. 
Gesten har i hvert fald siden 500-tallet været beboet af daner (jyder), mens marsken senere blev koloniseret af friserne. I 1700-tallet opstod en række kolonistbyer i gesten som led i kongens gestkolonisation. Det var for det meste kartoffeltyskerne, som bosatte sig her for at opdyrke den jyske hede. Frem til 1800- og ind i 1900-tallet var sønderjysk i dets mellemslesvigske variant udbredt på Midtsletten. Med sprogskiftet blev sønderjysk afløst af neder- og standardtysk. 
Gesten i Sydslesvig omfatter følgende herreder: Kær Herred, Vis Herred, Ugle Herred, Nørre og Sønder Gøs Herred samt store dele af Arns Herred. 
Den nord-syd-gående Hærvej forløber gennem området. 